# Hamilton Bulldogs
Gli Hamilton Bulldogs sono stati una squadra di hockey su ghiaccio dell'American Hockey League con sede nella città di Hamilton, nella provincia dell'Ontario. Nati nel 1996 e sciolti nel 2015, hanno disputato i loro incontri casalinghi presso il Copps Coliseum ed erano affiliati ai Canadiens de Montréal, franchigia della National Hockey League.

## Storia
Gli Hamilton Bulldogs nacquero nel 1996 dopo il trasferimento dei Cape Breton Oilers dalla regione di Cape Breton, in Nuova Scozia. Fu organizzato un concorso per determinare il nome della nuova squadra e alla fine in vincitore fu "Bulldogs". Dal 1992 fino al 1994 la città aveva già ospitato un'altra squadra dell'AHL, gli Hamilton Canucks.
Sul ghiaccio la squadra raggiunse le finali della Calder Cup per tre volte. La prima fu nella stagione inaugurale del 1997, dove tuttavia furono sconfitti dagli Hershey Bears. La seconda fu invece nel 2003 contro gli Houston Aeros, ma nonostante il pubblico record di 17.428 spettatori per Gara-7 presso il Copps Coliseum i Bulldogs furono sconfitti nuovamente. I Bulldogs riuscirono infine ad alzare il trofeo nel 2007, vendicandosi della sconfitta di dieci anni prima contro gli Hershey Bears. Mentre nel 1997 Hershey vinse 4 gare contro 1, nel 2007 le parti si invertirono e fu Hamilton a vincere la serie decisiva per 4-1.
Fuori dal ghiaccio la franchigia nel 2000 fu al centro di una campagna chiamata "Stay Dogs Stay" per mantenere la squadra nella città di Hamilton. L'iniziativa si concluse con un successo grazie anche al supporto della tifoseria, e per questo fu rinnovato l'accordo fra gli enti locali e la società. Nonostante il successo di pubblico nel 2001 il futuro della squadra fu messo di nuovo in pericolo per la volontà degli Edmonton Oilers di trasferire la loro squadra AHL a Toronto. Il comitato "Stay Dogs Stay" intervenne ancora per attirare l'interesse di investitori locali per poter salvare la squadra. Il gruppo legato ai Canadiens acquisì i Quebec Citadelles e li trasferì a Hamilton per mantenere i Bulldogs in città. Ciò fu reso possibile dall'interesse di alcuni imprenditori, insieme ad una joint venture fra i Montreal Canadiens, gli Edmonton Oilers e l'American Hockey League stessa. Alla fine la parte di società legata agli Oilers lasciò Hamilton per fondare i Toronto Roadrunners.
Nel 2013 circolarono alcune voci su un possibile trasferimento della squadra a Laval, sobborgo di Montréal, tuttavia nel mese di marzo fu prolungato l'accordo fra i Canadiens e la città per altre tre stagioni.
Il 12 marzo 2015 Michael Andlauer annunciò la vendita degli Hamilton Bulldogs ai Canadiens, i quali avrebbero trasferito la franchigia a St. John's per la stagione 2015-16 rilevando il nome St. John's IceCaps. Gli IceCaps legati ai Winnipeg Jets invece si sarebbero trasferiti temporaneamente a Winnipeg. Per supplire alla mancanza di una squadra in città fu annunciata anche l'acquisizione dei Belleville Bulls, formazione della Ontario Hockey League, per trasferirla a Hamilton e adottare il nome Bulldogs.
I Bulldogs al momento del loro scioglimento erano la squadra professionistica canadese non iscritta alla National Hockey League più longeva. Il record precedente spettava ad un'altra squadra della AHL, i St. John's Maple Leafs, attivi per 14 stagioni dal 1991 al 2005. Delle 30 franchigie della AHL i Bulldogs erano la settima più anziana, dietro solo a Rochester, Hershey, Providence, Portland, Syracuse e Springfield.

### Affiliazioni
Nel corso della loro storia gli Hamilton Bulldogs sono stati affiliati alle seguenti franchigie della National Hockey League:
- Edmonton Oilers: (1996-2003)
- Montreal Canadiens: (2002-2015)
- Tampa Bay Lightning: (2003-2004)
- Dallas Stars: (2004-2005)
- Edmonton Oilers: (2005-2006)

## Record stagione per stagione
| Stagione          | Division     | Gare | V  | S  | P  | OTL | SOL | Punti | GF  | GS  | Piazzamento | Play-off |
| ----------------- | ------------ | ---- | -- | -- | -- | --- | --- | ----- | --- | --- | ----------- | --- |
| Hamilton Bulldogs |              |      |    |    |    |     |     |       |     |     |             | |
| 1996-97           | Canadian     | 80   | 29 | 39 | 9  | 4   | -   | 69    | 220 | 276 | 3°          | vince 1º turno (Saint John) 3-2 vince 2º turno (St. John's) 4-3 vince semifinali (Albany) 4-1 perde Calder Cup (Hershey) 1-4    |
| 1997-98           | Empire State | 80   | 36 | 22 | 17 | 5   | -   | 94    | 264 | 242 | 2°          | vince 1º turno (Syracuse) 3-2 perde 2º turno (Albany) 0-4                                                                       |
| 1998-99           | Empire State | 80   | 40 | 29 | 7  | 4   | -   | 91    | 229 | 206 | 3°          | vince 1º turno (Albany) 3-2 perde 2º turno (Rochester) 0-4                                                                      |
| 1999-2000         | Empire State | 80   | 27 | 34 | 13 | 6   | -   | 111   | 254 | 200 | 3°          | vince 1º turno (Syracuse) 4-1 perde 2º turno (Rochester) 2-4                                                                    |
| 2000-01           | Canadian     | 80   | 28 | 41 | 6  | 5   | -   | 67    | 227 | 281 | 4°          | |
| 2001-02           | Canadian     | 80   | 37 | 30 | 10 | 3   | -   | 87    | 247 | 205 | 2°          | vince 1º turno (Québec) 3-0 vince 2º turno (Hartford) 4-3 perde semifinali (Bridgeport) 3-4                                     |
| 2002-03           | Canadian     | 80   | 49 | 19 | 8  | 4   | -   | 110   | 279 | 191 | 1º          | vince 1º turno (Springfield) 3-1 vince 2º turno (Manitoba) 4-3 vince semifinali (Binghamton) 4-1 perde Calder Cup (Houston) 3-4 |
| 2003-04           | North        | 80   | 41 | 25 | 10 | 4   | -   | 96    | 235 | 191 | 1°          | vince 1º turno (Cleveland) 4-2 perde 2º turno (Rochester) 0-4                                                                   |
| 2004-05           | North        | 80   | 38 | 29 | -  | 6   | 7   | 89    | 225 | 210 | 4°          | perde 1º turno (Rochester) 0-4                                                                                                  |
| 2005-06           | North        | 80   | 35 | 41 | -  | 0   | 4   | 74    | 225 | 251 | 6°          | |
| 2006-07           | North        | 80   | 43 | 28 | -  | 3   | 6   | 95    | 243 | 208 | 3°          | vince 1º turno (Rochester) 4-2 vince 2º turno (Manitoba) 4-2 vince semifinali (Chicago) 4-1 vince Calder Cup (Hershey) 4-1      |
| 2007-08           | North        | 80   | 36 | 34 | -  | 3   | 7   | 82    | 208 | 235 | 4°          | |
| 2008-09           | North        | 80   | 49 | 27 | -  | 4   | 0   | 102   | 263 | 201 | 2°          | perde 1º turno (Grand Rapids) 2-4                                                                                               |
| 2009-10           | North        | 80   | 52 | 17 | -  | 3   | 8   | 115   | 271 | 182 | 1°          | vince 1º turno (Manitoba) 4-2 vince 2º turno (Abbotsford) 4-2 perde semifinali (Texas) 3-4                                      |
| 2010-11           | North        | 80   | 44 | 27 | -  | 2   | 7   | 95    | 229 | 192 | 1°          | vince 1º turno (Oklahoma City) 4-2 vince 2º turno (Manitoba) 4-3 perde semifinali (Houston) 3-4                                 |
| 2011-12           | North        | 76   | 34 | 35 | -  | 2   | 5   | 75    | 185 | 226 | 5°          | |
| 2012-13           | North        | 76   | 29 | 41 | -  | 1   | 5   | 64    | 159 | 228 | 5°          | |
| 2013-14           | North        | 76   | 33 | 35 | -  | 1   | 7   | 74    | 182 | 224 | 5°          | |
| 2014-15           | North        | 76   | 34 | 29 | -  | 12  | 1   | 81    | 201 | 208 | 3°          | |

## Record della franchigia

### Singola stagione
Gol: 39  Paul Healey (2000-01)
Assist: 52  Daniel Cleary (1999-00)
Punti: 78  David Desharnais (2009-10)
Minuti di penalità: 522  Dennis Bonvie (1996-97)
Media gol subiti: 1.89  Drew MacIntyre (2010-11)
Parate %: .929  Steve Passmore (1998-99) e  Jaroslav Halák (2007-08)

### Carriera
Gol: 85  Corey Locke
Assist: 144  Corey Locke
Punti: 229  Corey Locke
Minuti di penalità: 817  Dennis Bonvie
Vittorie: 81  Yann Danis
Shutout: 11  Jaroslav Halák
Partite giocate: 486  Alex Henry

## Palmarès

### Premi di squadra
- Calder Cup: 1

2006-2007
- Macgregor Kilpatrick Trophy: 1

2002-2003
- Norman R. "Bud" Poile Trophy: 1

2009-2010
- Richard F. Canning Trophy: 2

1996-1997, 2002-2003
- Robert W. Clarke Trophy: 1

2006-2007
- Sam Pollock Trophy: 4

2002-2003, 2003-2004, 2009-2010, 2010-2011

### Premi individuali
- Aldege "Baz" Bastien Memorial Award: 2

Martin Prusek: 2001-2002
Marc Lamothe: 2002-2003
- Fred T. Hunt Memorial Award: 1

Steve Passmore: 1996-1997
- Harry "Hap" Holmes Memorial Award: 1

Cédrick Desjardins e Curtis Sanford: 2009-2010
- Jack A. Butterfield Trophy: 1

Carey Price: 2006-2007
- Les Cunningham Award: 1

Jason Ward: 2002-2003
- Louis A. R. Pieri Memorial Award: 2

Claude Julien e Geoff Ward: 2002-2003
Guy Boucher: 2009-2010
- Yanick Dupré Memorial Award: 1

Duncan Milroy: 2004-2005